# Gibraltar Premier Division (2017/2018)
Gibraltar Premier Division 2017/2018 była 119. edycją rozgrywek piłki nożnej na Gibraltarze najwyższą klasą rozgrywkową ligi seniorów mężczyzn.
Brało w niej udział 10 drużyn, które w okresie od 25 września 2017 do 3 czerwca 2018 rozegrały 27 kolejek meczów.
Obrońcą tytułu była Europa FC. Mistrzostwo po raz dwudziesty trzeci w historii zdobyła drużyna Lincoln Red Imps.

## Drużyny

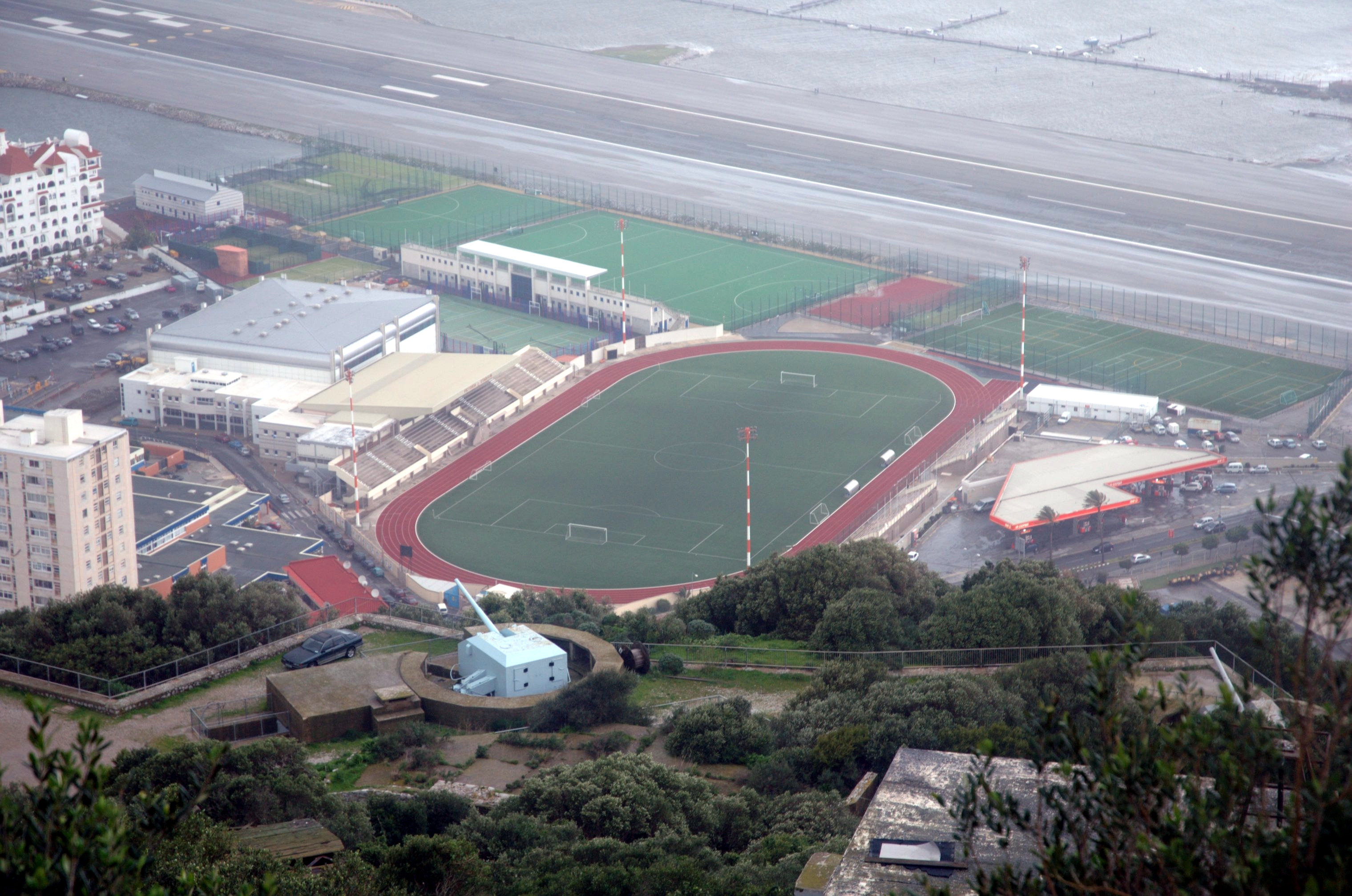
Widok ze Skały Gibraltarskiej na Victoria Stadium

| Uczestnicy poprzedniej edycji                                                                                 | Uczestnicy poprzedniej edycji | Uczestnicy poprzedniej edycji | Uczestnicy poprzedniej edycji |
| --- | ----------------------------- | ----------------------------- | ----------------------------- |
| EFC | Europa FC                     | 1                             |                               |
| LIN | Lincoln FC                    | 2                             |                               |
| STJ | St Joseph’s                   | 3                             |                               |
| GLA | Glacis United                 | 4                             |                               |
| MCA | Mons Calpe                    | 5                             |                               |
| LYN | Lynx                          | 6                             |                               |
| GIB | Gibraltar United              | 7                             |                               |
| LIO | Lions Gibraltar               | 8                             |                               |
| po barażach                                                                                                   |                               |                               |                               |
| MAN | Manchester 62                 | 9                             |                               |
| Awans z Second Division                                                                                       |                               |                               |                               |
| GPH | Gibraltar Phoenix             | 1                             |                               |
| Oznaczenia: - kolumna pierwsza – skróty nazw drużyn, - kolumna trzecia – miejsce zajęte w poprzednim sezonie. |                               |                               |                               |

## Format rozgrywek
Wszystkie mecze rozgrywane są jako derby na Victoria Stadium.
Rozgrywki toczą się systemem „każdy z każdym”, w którym każde dwie drużyny rozegrają między sobą trzy spotkania, co łącznie daje 27 kolejek w sezonie.
Zwycięzca zagra w rundzie wstępnej Ligi Mistrzów UEFA. Zespół z drugiego miejsca oraz zdobywca Rock Cup zagrają w rundzie wstępnej Ligi Europy.
W przypadku zapewnienia sobie przez zdobywcę Pucharu Gibraltaru występów w europejskich pucharach poprzez ligę awans otrzymuje trzecia drużyna ligi.
Drużyna, która zajmie dziesiąte miejsce, spada z ligi, a dziewiąta zagra baraż z drużyną zajmującą drugie miejsce w Second Division o miejsce w Premier Division 2018/19.

## Tabela
| Lp. | Drużyna              | M  | Z  | R | P  | B+ | B- | +/– | Pkt | Kwalifikacja lub spadek            |
| --- | -------------------- | -- | -- | - | -- | -- | -- | --- | --- | ---------------------------------- |
| 1   | Lincoln Red Imps (M) | 27 | 21 | 2 | 4  | 71 | 19 | +52 | 65  | Liga Mistrzów UEFA • Runda wstępna |
| 2   | Europa (P)           | 27 | 19 | 3 | 5  | 67 | 20 | +47 | 60  | Liga Europy UEFA • Runda wstępna   |
| 3   | St Joseph's          | 27 | 17 | 3 | 7  | 53 | 30 | +23 | 54  | Liga Europy UEFA • Runda wstępna   |
| 4   | Gibraltar United     | 27 | 16 | 5 | 6  | 45 | 27 | +18 | 53  |                                    |
| 5   | Mons Calpe           | 27 | 14 | 2 | 11 | 48 | 35 | +13 | 44  |                                    |
| 6   | Gibraltar Phoenix    | 27 | 8  | 6 | 13 | 34 | 47 | −13 | 30  |                                    |
| 7   | Glacis United        | 27 | 7  | 5 | 15 | 34 | 44 | −10 | 26  |                                    |
| 8   | Lions Gibraltar      | 27 | 6  | 5 | 16 | 27 | 63 | −36 | 23  |                                    |
| 9   | Lynx (B, O)          | 27 | 6  | 4 | 17 | 22 | 48 | −26 | 22  | baraż o utrzymanie                 |
| 10  | Manchester 62 (S)    | 27 | 0  | 7 | 20 | 20 | 88 | −68 | 7   | Spadek do Second Division          |

## Wyniki
| Gospodarz \ Gość  | EFC | GPH | GIB | GLA | LIN | LGI | LYN | MAN | MON | SJO | EFC | GPH | GIB | GLA | LIN | LGI | LYN | MAN | MON | SJO |
| ----------------- | --- | --- | --- | --- | --- | --- | --- | --- | --- | --- | --- | --- | --- | --- | --- | --- | --- | --- | --- | --- |
| Europa            |     | 3–1 | 4–0 | 2–1 | 1–1 | 0–1 | 2–0 | 4–1 | 3–0 | 2–0 |     |     | 2–1 | 2–0 |     |     | 1–2 |     | 1–0 |     |
| Gibraltar Phoenix | 3–3 |     | 0–1 | 1–0 | 0–5 | 1–0 | 0–1 | 1–1 | 1–1 | 0–1 | 0–8 |     |     |     | 0–2 | 5–2 |     | 2–0 |     |     |
| Gibraltar United  | 2–0 | 2–2 |     | 4–1 | 0–1 | 3–1 | 2–0 | 2–1 | 3–1 | 3–1 |     | 2–1 |     |     | 3–1 | 2–0 | 1–0 |     |     | 1–1 |
| Glacis United     | 1–2 | 1–1 | 2–0 |     | 0–3 | 6–2 | 0–0 | 6–4 | 1–0 | 0–3 |     | 1–2 | 0–3 |     |     |     | 3–0 |     | 0–2 |     |
| Lincoln Red Imps  | 3–1 | 1–0 | 4–0 | 4–0 |     | 3–1 | 2–0 | 3–0 | 1–3 | 2–0 | 0–0 |     |     | 1–0 |     | 7–1 |     | 6–0 |     | 0–3 |
| Lions Gibraltar   | 2–1 | 1–6 | 0–0 | 0–1 | 1–4 |     | 0–0 | 2–2 | 2–1 | 0–2 | 0–5 |     |     | 0–0 |     |     |     | 0–0 | 0–2 | 0–3 |
| Lynx              | 0–3 | 2–1 | 0–0 | 3–1 | 0–4 | 0–3 |     | 0–0 | 0–5 | 1–3 |     | 0–2 |     |     | 0–1 | 0–1 |     | 9–0 |     |     |
| Manchester 62     | 0–2 | 1–1 | 1–1 | 1–1 | 1–3 | 2–4 | 1–2 |     | 0–3 | 1–2 | 0–9 |     | 0–4 | 0–6 |     |     |     |     | 0–3 | 0–5 |
| Mons Calpe        | 0–1 | 1–2 | 1–3 | 2–1 | 0–1 | 3–1 | 3–0 | 4–2 |     | 3–1 |     | 1–0 | 2–1 |     | 0–6 |     | 5–0 |     |     | 2–4 |
| St Joseph's       | 0–1 | 3–1 | 0–1 | 1–0 | 4–2 | 4–2 | 2–1 | 3–1 | 0–0 |     | 1–4 | 3–0 |     | 1–1 |     |     | 2–1 |     |     |     |

## Baraż o utrzymanie
Lynx wygrał z Olympique 13 baraż o miejsce w Gibraltar Premier Division na sezon 2018/2019.
| 8 czerwca 2018 | Lynx                    | 2:0   | Olympique 13 |                                                    |
| 20:00          | Raúl Fernández 56', 84' | (0:0) |              | Victoria Stadium, Gibraltar Sędzia: Patrick Canepa |

## Najlepsi strzelcy
| Bramki | Strzelcy                              | Drużyna           |
| ------ | ------------------------------------- | ----------------- |
| 19     | Enrique Carreño                       | Europa FC         |
| 16     | Germán Cortés                         | Gibraltar Phoenix |
| 15     | Enrique Gómez Bernal                  | Europa FC         |
| 15     | Rubo Blanco                           | Mons Calpe        |
| 15     | Pibe (Juan Pablo Pereira Sastre)      | Mons Calpe        |
| 12     | Falu Aranda                           | Lincoln Red Imps  |
| 11     | Ayman El Ghobashy                     | Gibraltar United  |
| 9      | Boro (Salvador Manuel Alegre Delgado) | St Joseph’s       |
| 9      | Antonio Cerezo                        | Glacis United     |
| 7      | Dani Ponce                            | Gibraltar United  |
| 7      | Anthony Hernandez                     | Lincoln Red Imps  |
| 7      | Domingo Ferrer                        | St Joseph’s       |

Źródło: 